# Liste des lieux patrimoniaux du comté de Madawaska
Liste des lieux patrimoniaux du comté de Madawaska au Nouveau-Brunswick inscrit au répertoire des lieux patrimoniaux du Canada, qu'ils soient de niveau provincial, fédéral ou local.

## Liste
- Haut – A
- B
- C
- D
- E
- F
- G
- H
- I
- J
- K
- L
- M
- N
- O
- P
- Q
- R
- S
- T
- U
- V
- W
- X
- Y
- Z

| [ 1 ] | Lieu patrimonial                                                | Illustration                            | Communauté                  | Adresse                        | Coordonnées        | No    | Constr. | Prot.       | Rec.              | Notes |
| ----- | --------------------------------------------------------------- | --------------------------------------- | --------------------------- | ------------------------------ | ------------------ | ----- | ------- | ----------- | ----------------- | ----- |
| L     | Croix des Albert                                                | Téléverser                              | Baker-Brook                 | Rue des Ormes                  | 47.32052 -68.51496 | 12506 |         | LHL         | 18 février 2009   |       |
| L     | Église Saint-Cœur-de-Marie                                      | Église Saint-Cœur-de-Marie              | Baker-Brook                 | 3771, rue Principale           | 47.29933 -68.51499 | 12424 |         | LHL         | 18 février 2009   |       |
| L     | Épicerie Le Roi du Bœuf                                         | Téléverser                              | Baker-Brook                 | 3736, rue Principale           | 47.30005 -68.51309 | 12394 |         | LHL         | 18 février 2009   |       |
| L     | Ferme Oscar Daigle et fils                                      | Téléverser                              | Baker-Brook                 | 3369, rue Principale           | 47.30333 -68.50699 | 12425 |         | LHL         | 18 février 2009   |       |
| L     | Maison Jesse Baker                                              | Téléverser                              | Baker-Brook                 | 2, rue des Ormes               | 47.30277 -68.51056 | 12422 |         | LHL         | 18 février 2009   |       |
| L     | Presbytère de Baker-Brook                                       | Téléverser                              | Baker-Brook                 | 3785, rue Principale           | 47.29888 -68.51643 | 12395 |         | LHL         | 18 février 2009   |       |
| L     | Église Saint-François-d'Assise                                  | Téléverser                              | Clair                       | 678, rue Principale            | 47.25491 -68.60185 | 12465 |         | LHL         | 18 février 2009   |       |
| L     | 97, rue Rice                                                    | Téléverser                              | Edmundston                  | 97, rue Rice                   | 47.36481 -68.33098 | 8771  |         | LHL         | 30 janvier 2006   |       |
| L     | 101, rue Rice                                                   | Téléverser                              | Edmundston                  | 101, rue Rice                  | 47.36466 -68.33108 | 8772  |         | LHL         | 30 janvier 2006   |       |
| L     | Ancien hôtel York                                               | Téléverser                              | Edmundston                  | 181, rue Saint-François        | 47.36193 -68.33433 | 5901  |         | LHL         | 30 janvier 2006   |       |
| L     | Ancienne quincaillerie L. H. Morneault Cie Ltée                 | Téléverser                              | Edmundston                  | 641, rue Saint-François        | 47.36236 -68.32628 | 10395 |         | LHL         | 6 juillet 2006    |       |
| L     | Atelier RADO                                                    | Téléverser                              | Edmundston                  | 85, rue Victoria               | 47.36528 -68.32139 | 4963  |         | LHL         | 30 janvier 2006   |       |
| L     | Avion Lancaster KB882                                           | Avion Lancaster KB882                   | Edmundston                  | 17439, route transcanadienne 2 | 47.48583 -68.47833 | 8726  |         | LHL         | 30 janvier 2006   |       |
| L     | Bâtiment de l'exposition régionale du Madawaska                 | Téléverser                              | Edmundston                  | 275, rue Principale            | 47.35664 -68.22874 | 10391 |         | LHL         | 21 août 2008      |       |
| L     | Bibliothèque publique Mgr-W.-J.-Conway                          | Téléverser                              | Edmundston                  | 33, rue Irène                  | 47.36324 -68.31768 | 9547  |         | LHL         | 20 août 2007      |       |
| L     | Barrage et centrale hydroélectrique Madawaska                   | Téléverser                              | Edmundston                  | 5, avenue Ferry                | 47.36285 -68.32453 | 10359 |         | LHL         | 12 juillet 2006   |       |
| L     | Brunswick Résidence Funéraire                                   | Téléverser                              | Edmundston                  | 20, rue de l'Église            | 47.36694 -68.325   | 5076  |         | LHL         | 30 janvier 2006   |       |
| L     | Cabinet d'avocat Jean Cyr                                       | Téléverser                              | Edmundston                  | 10, rue Emmerson               | 47.36347 -68.32638 | 5465  |         | LHL         | 30 janvier 2006   |       |
| L     | Café d'la vieille forge                                         | Téléverser                              | Edmundston                  | 223, rue Principale            | 47.42814 -68.38483 | 5474  |         | LHL         | 30 janvier 2006   |       |
| P     | Cathédrale de l'Immaculée-Conception                            | Cathédrale de l'Immaculée-Conception    | Edmundston                  | 175, rue de l'Église           | 47.36308 -68.33283 | 1271  |         | LPP         | 20 février 2001   |       |
| L     | Cénotaphe d'Edmundston                                          | Téléverser                              | Edmundston                  | 7, chemin Canada               | 47.36295 -68.32643 | 8158  |         | LHL         | 30 janvier 2006   |       |
| L     | Centre de glisse Mont-Farlagne                                  | Centre de glisse Mont-Farlagne          | Edmundston                  | 360, chemin Mont-Farlagne      | 47.35622 -68.23137 | 10374 |         | LHL         | 30 janvier 2006   |       |
| L     | Cimetière de Saint-Basile                                       | Téléverser                              | Edmundston                  | Rue Principale                 | 47.35583 -68.23111 | 5970  |         | LHL         | 30 janvier 2006   |       |
| L     | Club de Golf Fraser Edmundston                                  | Téléverser                              | Edmundston                  | 570, rue Victoria              | 47.37949 -68.33947 | 9469  |         | LHL         | 30 janvier 2006   |       |
| F     | Édifice du Gouvernement du Canada                               | Téléverser                              | Edmundston                  | 22, rue Emerson                | 47.36174 -68.33566 | 13087 |         | ÉFP reconnu | 13 octobre 2005   |       |
| L     | Édifice du journal Le Madawaska                                 | Téléverser                              | Edmundston                  | 20, rue Saint-François         | 47.36237 -68.32594 | 9900  |         | LHL         | 30 janvier 2006   |       |
| P     | Église anglicane Saint John the Baptist                         | Église anglicane Saint John the Baptist | Edmundston                  |                                | 47.36444 -68.32779 | 2661  |         | LPP         | 16 mai 1991       |       |
| L     | Église de Saint-Basile                                          | Téléverser                              | Edmundston                  | 321, rue Principale            | 47.35667 -68.23056 | 6609  |         | LHL         | 30 janvier 2006   |       |
| P     | Église unie St. Paul                                            | Téléverser                              | Edmundston                  | 82, chemin Canada              | 47.36397 -68.33018 | 5877  |         | LPP         | 28 octobre 1999   |       |
| L     | Ferme Soucy                                                     | Téléverser                              | Edmundston                  | 683, rue Principale            | 47.36083 -68.24778 | 5320  |         | LHL         | 30 janvier 2006   |       |
| P     | Fortin du P'tit Sault                                           | Fortin du P'tit Sault                   | Edmundston                  | 10, avenue Saint-Jean          | 47.36333 -68.32274 | 2156  |         | LPP         | 9 décembre 1998   |       |
| L     | Fresque de Claude Picard : « La vie au Madawaska 1785-1985 »    | Téléverser                              | Edmundston                  | 7, chemin Canada               | 47.36325 -68.32601 | 9546  |         | LHL         | 20 août 2007      |       |
| F     | Gare du Canadien National                                       | Gare du Canadien National               | Edmundston                  | 194, rue Saint-François        | 47.36174 -68.33566 | 15804 |         | GFP         | 1er juin 1996     |       |
| P     | Gare CPR d'Edmundston                                           | Gare CPR d'Edmundston                   | Edmundston                  | 121, rue Victoria              | 47.36711 -68.32128 | 2852  |         | LPP         | 9 décembre 1998   | [ 3 ] |
| F     | Gare ferroviaire du Canadien Pacifique                          | Gare ferroviaire du Canadien Pacifique  | Edmundston                  | 121, rue Victoria              | 47.36711 -68.32128 | 6730  |         | GFP         | 4 juin 1992       | [ 4 ] |
| L     | Garderie Mont Ste-Marie                                         | Téléverser                              | Edmundston                  | 641, rue Saint-François        | 47.35911 -68.36076 | 10386 |         | LHL         | 6 juillet 2006    |       |
| L     | Glissoire « sluice » de Saint-Jacques                           | Téléverser                              | Edmundston                  | Rue Victoria                   | 47.41655 -68.37531 | 1034  |         | LHL         | 21 août 2008      |       |
| P     | L'Hôtel-Dieu Saint-Joseph                                       | Téléverser                              | Edmundston                  | 429, rue Principale            | 47.35837 -68.23597 | 2351  |         | LPP         | 16 février 2000   |       |
| L     | Magasin Hutman's                                                | Téléverser                              | Edmundston                  | 45, chemin Canada              | 47.36357 -68.32776 | 5985  |         | LHL         | 30 janvier 2006   |       |
| L     | Maison Albert                                                   | Téléverser                              | Edmundston                  | 25, chemin Canada              | 47.36306 -68.32667 | 4967  |         | LHL         | 30 janvier 2006   |       |
| L     | Maison Alexis Cyr                                               | Téléverser                              | Edmundston                  | Rue de la Chapelle             | 47.35622 -68.23137 | 8765  |         | LHL         | 30 janvier 2006   |       |
| L     | Maison des filles de Marie de l'Assomption                      | Téléverser                              | Edmundston                  | 25, 22e Rue                    | 47.37567 -68.32086 | 5495  |         | LHL         | 30 janvier 2006   |       |
| L     | Maison du Dr Honoré Cyr                                         | Téléverser                              | Edmundston                  | 373, rue Principale            | 47.35730 -68.23293 | 5473  |         | LHL         | 30 janvier 2006   |       |
| L     | Maison Emmerson                                                 | Téléverser                              | Edmundston                  | 1, chemin Canada               | 47.36271 -68.32543 | 8767  |         | LHL         | 30 janvier 2006   |       |
| L     | Monument et cloche de l'ancienne église de Saint-Jacques        | Téléverser                              | Edmundston                  | 6, rue de l'École              | 47.42917 -68.38583 | 4993  |         | LHL         | 30 janvier 2006   |       |
| L     | Parc Place de l'Hôtel-de-Ville                                  | Téléverser                              | Edmundston                  | 5, rue Court                   | 47.36266 -68.32739 | 8222  |         | LHL         | 8 janvier 2006    |       |
| L     | Pavillon Simon-Larouche                                         | Pavillon Simon-Larouche                 | Edmundston                  | 165, boulevard Hébert          | 47.37128 -68.31443 | 5321  |         | LHL         | 30 janvier 2006   |       |
| L     | Praga Hotel                                                     | Téléverser                              | Edmundston                  | 127, rue Victoria              | 47.36738 -68.32173 | 5899  |         | LHL         | 30 janvier 2006   |       |
| L     | Renaud Campagna Portes et Fenêtres                              | Téléverser                              | Edmundston                  | 783, rue Saint-François        | 47.355 -68.36833   | 4982  |         | LHL         | 30 janvier 2006   |       |
| L     | Restaurant Spilly's Resto-Bar                                   | Téléverser                              | Edmundston                  | 22, rue Hill                   | 47.36278 -68.32925 | 10600 |         | LHL         | 21 août 2006      |       |
| L     | Auberge le Manoir des Lacs                                      | Téléverser                              | Lac-Baker                   | 20, rue de la Pointe           | 47.33569 -68.64146 | 12481 |         | LHL         | 18 février 2009   |       |
| L     | Église Saint-Thomas-d'Aquin                                     | Église Saint-Thomas-d'Aquin             | Lac-Baker                   | 45, chemin de l'Église         | 47.33635 -68.64061 | 12483 | 1901    | LHL         | 18 février 2009   |       |
| L     | Grotte du Lac Baker                                             | Téléverser                              | Lac-Baker                   | 5544, rue Centrale             | 47.33430 -68.64176 | 12482 |         | LHL         | 18 février 2009   |       |
| L     | Église Sacré-Cœur-de-Jésus                                      | Téléverser                              | Rivière-Verte               | 35, rue Principale             | 47.31478 -68.14184 | 12524 |         | LHL         | 18 février 2009   |       |
| L     | Épicerie R. H. Clavette                                         | Téléverser                              | Rivière-Verte               | 74, rue Principale             | 47.31821 -68.14467 | 12523 |         | LHL         | 18 février 2009   |       |
| L     | Maison Smyth                                                    | Téléverser                              | Rivière-Verte               | 81, rue Principale             | 47.31883 -68.14487 | 12501 |         | LHL         | 18 février 2009   |       |
| P     | L'église de Robert Connors                                      | Téléverser                              | Saint-François              | 3614, route 205                | 47.21099 -68.82244 | 3195  |         | LPP         | 19 septembre 2001 |       |
| L     | Caisse populaire de Saint-François-de-Madawaska                 | Téléverser                              | Saint-François-de-Madawaska | 1982, rue Commerciale          | 47.24334 -68.70031 | 12466 |         | LHL         | 18 février 2009   |       |
| L     | Église Saint-François-Xavier                                    | Téléverser                              | Saint-François-de-Madawaska | 2019, rue Commerciale          | 47.24331 -68.70297 | 12505 |         | LHL         | 18 février 2009   |       |
| L     | Forge Jos-B.-Michaud                                            | Téléverser                              | Saint-François-de-Madawaska | 2056, rue Commerciale          | 47.24319 -68.70543 | 12504 |         | LHL         | 18 février 2009   |       |
| L     | Site religieux et institutionnel de Saint-François-de-Madawaska | Téléverser                              | Saint-François-de-Madawaska | 20, rue Mgr Lang               | 47.24203 -68.70293 | 12502 |         | LHL         | 18 février 2009   |       |
| L     | Complexe Maxime Albert                                          | Téléverser                              | Saint-Hilaire               | 2167, rue Centrale             | 47.29054 -68.39634 | 12406 |         | LHL         | 18 février 2009   |       |
| L     | Église de Saint-Hilaire                                         | Église de Saint-Hilaire                 | Saint-Hilaire               | 2208, rue Centrale             | 47.29040 -68.3997  | 12407 |         | LHL         | 18 février 2009   |       |
| L     | Maison de la famille Collin                                     | Téléverser                              | Saint-Hilaire               | 2396, rue Centrale             | 47.2901 -68.41235  | 12484 |         | LHL         | 18 février 2009   |       |
| L     | Presbytère de Saint-Hilaire                                     | Téléverser                              | Saint-Hilaire               | 2200, rue Centrale             | 47.29037 -68.39879 | 12408 |         | LHL         | 18 février 2009   |       |
| L     | Ancien Couvent Mont Saint-Joseph                                | Téléverser                              | Sainte-Anne-de-Madawaska    | 8, rue Saint-Joseph            | 47.24244 -68.01882 | 8157  |         | LHL         | 10 mai 2007       |       |
| L     | Édifice Élizabeth Martin                                        | Téléverser                              | Sainte-Anne-de-Madawaska    | 4, rue de l'Église             | 47.24869 -68.02980 | 8368  |         | LHL         | 10 mai 2007       |       |
| L     | Église Sainte-Anne-de-Madawaska                                 | Téléverser                              | Sainte-Anne-de-Madawaska    | 101, rue Principale            | 47.24758 -68.02851 | 8095  |         | LHL         | 10 mai 2007       |       |
| L     | Maison René et Lillian Cyr                                      | Téléverser                              | Sainte-Anne-de-Madawaska    | 137, rue Principale            | 47.25008 -68.03181 | 8160  |         | LHL         | 10 mai 2007       |       |
| L     | Maison Rodolphe Lajoie                                          | Téléverser                              | Sainte-Anne-de-Madawaska    | 23, rue Principale             | 47.24244 -68.01882 | 8159  |         | LHL         | 10 mai 2007       |       |